# Gravity (película)
Gravity (conocida como Gravedad en Hispanoamérica) es una película británica-estadounidense de ciencia ficción de 2013, dirigida, producida, coescrita y coeditada por Alfonso Cuarón. Ganadora de 7 premios Óscar de la academia, el guion fue escrito por el propio Cuarón y su hijo Jonás. Está protagonizada por Sandra Bullock y George Clooney, y su estreno fue el 4 de octubre de 2013 en Estados Unidos. La cinta abrió la 70.ª edición del Festival de Cine de Venecia el 28 de agosto de 2013.

## Argumento
La doctora Ryan Stone (Sandra Bullock) es una especialista en su primera misión a bordo del transbordador espacial Explorer. Está acompañada por el veterano astronauta Matt Kowalski (George Clooney), quien está al mando de su última misión, antes de retirarse. Durante una caminata espacial para reparar el telescopio espacial Hubble, el Control de Misión en Houston (Ed Harris) advierte al equipo de que la destrucción de un satélite difunto por parte de los rusos ha provocado una reacción en cadena y la formación de una nube de desechos espaciales. Control de misión les ordena abortar la misión. Poco después, las comunicaciones con el Control de Misión se pierden al quedar destruidos algunos satélites de comunicaciones, aunque los astronautas siguen transmitiendo, con la esperanza de que el personal de tierra pueda seguir oyendo.
Los desechos a alta velocidad golpean el Explorer y separan a Stone del transbordador, dejándola a la deriva en el espacio. Kowalski rápidamente recupera a Stone y emprenden el regreso al transbordador espacial. Descubren que el transbordador ha quedado dañado más allá de su utilidad y el resto de la tripulación ha muerto. Usan la mochila propulsora para dirigirse a la Estación Espacial Internacional (ISS), que está en órbita a unos 100 km (60 millas) de distancia. Kowalski estima que tienen 90 minutos antes de que el campo de escombros complete una órbita y los alcance de nuevo.
En el camino a la ISS, los dos discuten la vida de Stone de vuelta a casa y la muerte de su pequeña hija. Al acercarse a la ISS descubren que esta está dañada pero sigue operativa, además ven que su tripulación ha evacuado en una de las cápsulas Soyuz y que el paracaídas de la otra cápsula se ha desplegado accidentalmente, haciéndolo inútil para el retorno a la Tierra. Kowalski sugiere que la Soyuz restante sirva para viajar a la cercana Estación Espacial China Tiangong y abordar una de sus cápsulas para regresar a salvo a la Tierra. Fuera de control aéreo y con maniobras, los dos tratan de agarrarse a la ISS mientras pasan cerca de ella. La pierna de Stone se enreda en las cuerdas del paracaídas del Soyuz y ella es capaz de agarrar una correa en el traje de Kowalski, quien por la inercia de su peso la arrastra. A pesar de las protestas de Stone, Kowalski se separa de la correa para salvarla de irse a la deriva con él. Mientras, Kowalski le da por radio sus instrucciones y estímulo adicionales.
Casi sin oxígeno, Stone logra entrar en la ISS a través de una esclusa de aire, pero mientras intenta comunicarse, debe dirigirse a la Soyuz para escapar de un incendio. A medida que maniobra la cápsula fuera de la ISS, las correas del paracaídas enredado impiden a la Soyuz separarse de la estación. Ella sale de la cápsula para soltar los cables, en el momento en que el campo de escombros completa su órbita y destruye la estación. Stone alinea el Soyuz con el Tiangong pero descubre que los propulsores de la nave no tienen combustible y se enfurece. Después de una breve comunicación con un pescador inuit de Groenlandia y escuchándolo arrullando a un bebé, Stone se resigna a quedarse varada en el espacio, y apaga el suministro de oxígeno de la cabina con el fin de suicidarse sin dolor. A medida que empieza a perder el conocimiento, Kowalski aparece afuera y entra en la cápsula. La critica por renunciar, y le dice que use los cohetes de aterrizaje de la Soyuz para propulsar la cápsula hacia el Tiangong. Stone se da cuenta de que la reaparición de Kowalski no es real, sino una ilusión que sin embargo, le da nueva fuerza y voluntad de vivir. Restaura el flujo de oxígeno, separa los módulos de la cápsula y utiliza los cohetes de aterrizaje para navegar hacia la Tiangong.
Al no poder acoplar la Soyuz con la estación, Stone se expulsa a sí misma a través de la descompresión explosiva y utiliza un extintor como propulsor que la empuja para llegar a la Tiangong. La basura espacial ha golpeado a la Tiangong de su trayectoria, y comienza a salir de órbita rápidamente. Stone entra en la cápsula Shenzhou en el momento en que la  Tiangong comienza a romperse en el borde superior de la atmósfera. A medida que la cápsula vuelve a entrar en la atmósfera de la Tierra, Stone oye al Control de la misión en la radio en el seguimiento de la cápsula. Aterriza en un lago, pero un incendio eléctrico en el interior de la cápsula la fuerza a evacuarla inmediatamente. La apertura de la escotilla permite que el agua la inunde rápidamente. Stone nada hasta la superficie, donde ve los restos de la estación atravesando la atmósfera. En la orilla, vuelve a tener contacto con el suelo firme, dando sus primeros pasos de nuevo bajo la gravedad de la Tierra.

## Reparto
- Sandra Bullock como la Dra. Ryan Stone.
- George Clooney como el astronauta Matt Kowalsky.
- Ed Harris como la voz del control de la misión (en Houston).
- Paul Sharma como la voz de Shariff, el ingeniero del Explorer.
- Basher Savage como la voz del capitán de la estación espacial rusa.
- Amy Warren como la voz de la capitana del Explorer.
- Orto Ignatiussen como la voz de Aningaaq, un pescador inuit que está acampando en un fiordo en Groenlandia e intercepta con su walkie-talkie una de las transmisiones de la Dra. Stone. Aunque él no puede hablar inglés y ella no puede hablar groenlandés, se las arreglan para conversar sobre perros, bebés, la vida y la muerte. El hijo de Alfonso Cuarón, Jonás (coguionista de la película), filmó posteriormente el cortometraje Aningaaq, que presenta la conversación desde la perspectiva de Aningaaq.[4]

## Producción
El proyecto formó parte de la compañía Universal Pictures durante varios años, sin llevarse a cabo. Finalmente, en 2010 Warner Bros. se hizo con los derechos de la película e inició el casting para los papeles principales. Para el personaje principal femenino se tantearon nombres como los de Marion Cotillard, Scarlett Johansson, Angelina Jolie (que quiso cobrar 20 millones de dólares por este trabajo), Carey Mulligan, Natalie Portman (quien rechazó el proyecto debido a que estaba embarazada), Naomi Watts o Rachel Weisz. Finalmente el papel recayó en Sandra Bullock. Robert Downey Jr. estaba contratado para interpretar al personaje masculino, pero tuvo que abandonar el proyecto debido a problemas de agenda. En diciembre de 2010, George Clooney fue contratado para sustituir a Downey Jr.
La película se empezó a rodar el 3 de mayo de 2011, íntegramente en los Shepperton Studios de Londres, Reino Unido. Contó con un presupuesto estimado inicial de 80 millones de dólares y fue filmada en formato digital, para luego ser trasladada a formato 3D en el proceso de posproducción. Warner Bros. retrasó el estreno de la cinta del 21 de noviembre de 2012 al 4 de octubre de 2013. El póster fue presentado el día 8 de mayo de 2013, mientras que el tráiler fue presentado al día siguiente, el 9 de mayo de 2013.
La película abrió la 70.ª edición del Festival de Cine de Venecia, que fue celebrada del 28 de agosto al 7 de septiembre de 2013. Al conocerse la noticia, el director Alfonso Cuarón declaró que «la narrativa es muy sencilla, lo que a mí me importaba es que tú sientas que eres ese astronauta perdido en el espacio». Además apuntó que el rodaje fue algo más complicado y caro de lo que esperaba. Los personajes tenían que estar flotando y recurrieron a métodos clásicos como colgar a los intérpretes con cuerdas, pero tuvieron que abandonar dicha técnica puesto que «les temblaba la cara a los actores por la tensión de estar colgados y además se ponían rojos porque la sangre se les subía a la cabeza».
Previamente a su presentación en el festival italiano se mostraron avances en la Comic-Con de San Diego (Estados Unidos), el sábado 20 de julio de 2013. El 9 de mayo de 2013 se dio a conocer que el cuatro veces candidato al Óscar Ed Harris participa en la película, pero únicamente prestando su voz. James Cameron, director de Titanic (1997) y Avatar (2009), aconsejó a Cuarón en la producción, con el fin de usar las nuevas tecnologías digitales para la creación del filme; asimismo declaró tras su visionado que es «la mejor película del espacio que jamás se ha hecho».
La premier se realizó en Nueva York el día 1 de octubre de 2013 y tuvo lugar en el AMC Lincoln Square Theatre. Acudieron el director Alfonso Cuarón, Jonás Cuarón, Sandra Bullock y George Clooney. Entre los invitados también estuvieron Emma Watson -que trabajó con el director mexicano en Harry Potter y el prisionero de Azkaban (2004)-, Katie Holmes y Steven Soderbergh, entre otros. El 2 de octubre del mismo año se celebró un almuerzo en el Club de Exploradores de Nueva York, honrando el trabajo llevado a cabo en la filmación de la película. Al evento acudieron nuevamente el realizador y protagonistas anteriormente citados, uniéndose Candice Bergen -que actuó con Bullock en Miss Congeniality (2000)-, Oliver Platt y Mira Nair, entre otros.

## Presentación en festivales
Tras su exhibición en el Festival de Cine de Venecia el 28 de agosto de 2013, la película obtuvo el beneplácito de forma unánime por parte de la prensa especializada, destacando los efectos especiales, la fotografía y las interpretaciones de Sandra Bullock y George Clooney. Después del festival italiano, la cinta se proyectó en el Festival de Cine de Telluride (en Estados Unidos), generando nuevamente comentarios positivos; Scott Feinberg escribió que «es una clara candidata a los Óscar».
Fue presentada en el Festival de Cine de Toronto, en Canadá, recibiendo una vez más elogios por parte de la crítica especializada. Por otro lado, compitió en la sección «Perlas» ―en la que se exhiben películas anteriormente presentadas en otros festivales― del Festival de Cine de San Sebastián, España. Alfonso Cuarón acudió al festival español, donde fue ovacionado por la prensa; allí declaró que la cinta es «una metáfora, no tienes que ser astronauta, ni tienes que ser un hombre o una mujer para que funcione. Es una historia de adversidad y todo el mundo tiene adversidades en la vida». También fue vista, previamente a su estreno en Estados Unidos, en el Festival de Cine de Zúrich (Suiza).

## Recepción

### Respuesta crítica
Según la página de Internet Rotten Tomatoes, la película obtuvo un 97% de comentarios positivos, llegando a la siguiente conclusión: «Gravity es un misterioso y tenso thriller de ciencia ficción magistralmente dirigido y visualmente impresionante». Todd McCarthy escribió para The Hollywood Reporter que «es emocionante, y lo más cerca de sentir que estás en el espacio que jamás estaremos. Un asombroso thriller espacial. Con momentos en los que te corta la respiración y sobrecogedoras sorpresas». El crítico español Carlos Boyero la definió como «un memorable despliegue visual, crea tensión de primera clase y logra hipnotizarme. Es una película profundamente humana». Según la página de Internet Metacritic, la cinta consiguió comentarios positivos, con un 96% de valoración, basado en 49 comentarios de los cuales 49 son positivos.

### Taquilla
Estrenada en 3.575 cines estadounidenses, debutó en primera posición en la taquilla con 55,5 millones de dólares, con una media por sala de 15 000 dólares, por delante de Cloudy with a Chance of Meatballs 2. En Estados Unidos recaudó 250 millones. Sumando las recaudaciones internacionales, la cifra asciende a 616 millones de dólares. El presupuesto estimado invertido en la producción varía entre 100 y 120 millones de dólares, dependiendo de la fuente.
Por otro lado, se convirtió en el mejor estreno de la historia durante un mes de octubre, superando a Paranormal Activity 3 (2011); y en el mejor estreno de la historia durante los meses de otoño, superando nuevamente a Paranomal Activity 3, cuya recaudación fue de 52,5 millones de dólares. Es la producción que obtuvo mayor recaudación en el primer fin de semana de exhibición en Estados Unidos de las carreras de Sandra Bullock y George Clooney, superando a The Heat (2013) y Batman y Robin (1997), respectivamente. A continuación se muestra una tabla con los diez territorios donde obtuvo mayores cifras:
| País                                   | Recaudación (en USD) |
| -------------------------------------- | -------------------- |
| Estados Unidos Canadá                  | 249.699.049          |
| China                                  | 58.770.000           |
| Francia Argelia Mónaco Marruecos Túnez | 37.025.334           |
| Reino Unido Irlanda Malta              | 36.366.396           |
| Corea del Sur                          | 28.738.939           |
| Rusia                                  | 21.233.849           |
| Australia                              | 18.389.381           |
| Alemania                               | 17.735.089           |
| México                                 | 17.660.419           |
| España                                 | 10.917.098           |
| Venezuela                              | 8.344.131            |

## Premios y nominaciones principales
Premios Óscar
| Año  | Categoría                  | Persona(s)                                                      | Resultado |
| ---- | -------------------------- | --------------------------------------------------------------- | --------- |
| 2013 | Mejor película             | Alfonso Cuarón David Heyman                                     | Nominada  |
| 2013 | Mejor director             | Alfonso Cuarón                                                  | Ganador   |
| 2013 | Mejor actriz               | Sandra Bullock                                                  | Nominada  |
| 2013 | Mejor diseño de producción | Andy Nicholson Rosie Goodwin Joanne Woodlard                    | Nominada  |
| 2013 | Mejor fotografía           | Emmanuel Lubezki                                                | Ganador   |
| 2013 | Mejor montaje              | Alfonso Cuarón Mark Sanger                                      | Ganador   |
| 2013 | Mejor banda sonora         | Steven Price                                                    | Ganador   |
| 2013 | Mejor edición de sonido    | Glenn Freemantle                                                | Ganador   |
| 2013 | Mejor sonido               | Skip Lievsay Christopher Benstead Niv Adiri Chris Munro         | Ganador   |
| 2013 | Mejores efectos visuales   | Tim Webber Chris Lawrence David Shirk Neil Corbould Nikki Penny | Ganador   |

Premios Globos de Oro
| Año  | Categoría              | Persona(s)             | Resultado |
| ---- | ---------------------- | ---------------------- | --------- |
| 2014 | Mejor película - Drama | Mejor película - Drama | Nominada  |
| 2014 | Mejor director         | Alfonso Cuarón         | Ganador   |
| 2014 | Mejor actriz - Drama   | Sandra Bullock         | Nominada  |
| 2014 | Mejor banda sonora     | Steven Price           | Nominado  |

Premios BAFTA
| Año  | Categoría                  | Persona(s)                                                               | Resultado |
| ---- | -------------------------- | ------------------------------------------------------------------------ | --------- |
| 2014 | Mejor película             | Mejor película                                                           | Nominada  |
| 2014 | Mejor película británica   | Mejor película británica                                                 | Ganadora  |
| 2014 | Mejor director             | Alfonso Cuarón                                                           | Ganador   |
| 2014 | Mejor actriz               | Sandra Bullock                                                           | Nominada  |
| 2014 | Mejor guion original       | Alfonso Cuarón Jonás Cuarón                                              | Nominada  |
| 2014 | Mejor banda sonora         | Steven Price                                                             | Ganadora  |
| 2014 | Mejor fotografía           | Emmanuel Lubezki                                                         | Ganadora  |
| 2014 | Mejor montaje              | Alfonso Cuarón Mark Sanger                                               | Nominada  |
| 2014 | Mejor diseño de producción | Andy Nicholson Rosie Goodwin Joanne Woodlard                             | Nominada  |
| 2014 | Mejor sonido               | Glenn Freemantle Skip Lievsay Christopher Benstead Niv Adiri Chris Munro | Ganador   |
| 2014 | Mejores efectos visuales   | Tim Webber Chris Lawrence David Shirk Neil Corbould Nikki Penny          | Ganador   |

Premios del Sindicato de Actores
| Año  | Categoría                 | Persona(s)     | Resultado |
| ---- | ------------------------- | -------------- | --------- |
| 2014 | Mejor actriz protagonista | Sandra Bullock | Candidata |

Broadcast Film Critics Association
| Año  | Categoría                                  | Persona(s)                                 | Resultado  |
| ---- | ------------------------------------------ | ------------------------------------------ | ---------- |
| 2013 | Mejor película                             | Mejor película                             | Candidata  |
| 2013 | Mejor película de ciencia ficción o terror | Mejor película de ciencia ficción o terror | Ganadora   |
| 2013 | Mejor director                             | Alfonso Cuarón                             | Ganador    |
| 2013 | Mejor actriz                               | Sandra Bullock                             | Nominada   |
| 2013 | Mejor fotografía                           | Emmanuel Lubezki                           | Ganador    |
| 2013 | Mejor dirección artística                  | Andy Nicholson Rosie Goodwin               | Candidatos |
| 2013 | Mejor montaje                              | Alfonso Cuarón Mark Sanger                 | Ganadores  |
| 2013 | Mejor banda sonora                         | Steven Price                               | Ganador    |
| 2013 | Mejores efectos visuales                   | Mejores efectos visuales                   | Ganadora   |
| 2013 | Mejor actriz en una película de acción     | Sandra Bullock                             | Ganadora   |

## Innovaciones tecnológicas del filme
Gravity fue una película altamente elogiada y premiada por los efectos especiales que Tim Webber, Chris Lawrence, David Shirk, Neil Corbould y Nikki Penny llevaron a cabo; hasta el punto de que el film se llevó 7 premios Óscar, seis de ellos pertenecientes a categorías técnicas (entre las cuales destacan "Mejores efectos especiales", "Mejor mezcla de sonido", "Mejor montaje" y "Mejor montaje de sonido").

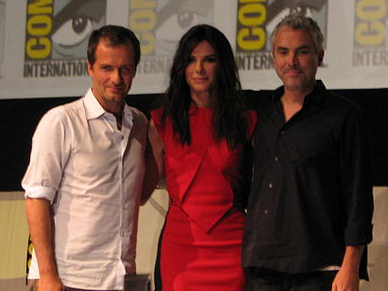
Panel de Gravity en la Comic-Con de San Diego

La empresa que estuvo detrás de los efectos visuales de la película es Framestore, una compañía londinense creada a mediados de los años 80 y multipremiada a escala internacional, fundada entre otros por Mike McGee.
En un primer momento, la cinta iba a grabarse con actores reales dentro de trajes espaciales de verdad. Estos trajes iban a estar sujetados de unos cables en unos conjuntos parciales, de forma que los cuerpos de los actores posteriormente sólo se tuvieran que ampliar de forma digital. Aun así, finalmente se optó por recrearlo casi todo de forma digital, grabando únicamente en sets reales los rostros de los actores.
Mientras que el rostro de Sandra Bullock posiblemente era el único real que se grababa en un set, el resto de los objetos, como el sol, las estrellas, la nave y sus escombros fueron recreados digitalmente. En consecuencia, el equipo tuvo que pasar un año entero planificándolo todo antes de que se pudiera empezar a filmar.
Curiosamente, tanto Tim Webber cómo Alfonso Cuarón hicieron un viaje a la NASA para experimentar la sensación de ingravidez. Sin embargo, como filmar en estos vuelos y estas naves era poco práctico y demasiado caro, el equipo de producción decidió utilizar una combinación de cámaras de movimiento controlado y torres de luz para simular los efectos de microgravedad a la película.
El 21 de febrero de 2014 Framestore hizo público en YouTube un vídeo llamado Show and Tell, en el que mostraba todos los efectos especiales que habían llevado a cabo en la postproducción de la cinta Gravity. El vídeo fue bastante exitoso y llegó a las 760.000 visitas, aproximadamente.
El mismo Cuarón afirmó en una entrevista: "Desarrollamos tecnologías relacionadas con la robótica, las luces led, los sistemas de cableado computado con sistemas preprogramados. Además, esto nos trajo a rodar primero algunas escenas reales y después a incorporar partes recreadas digitalmente".